# Vulpia microstachys
Vulpia microstachys là một loài thực vật có hoa trong họ Hòa thảo. Loài này được (Nutt.) Munro miêu tả khoa học đầu tiên năm 1857.

## Hình ảnh

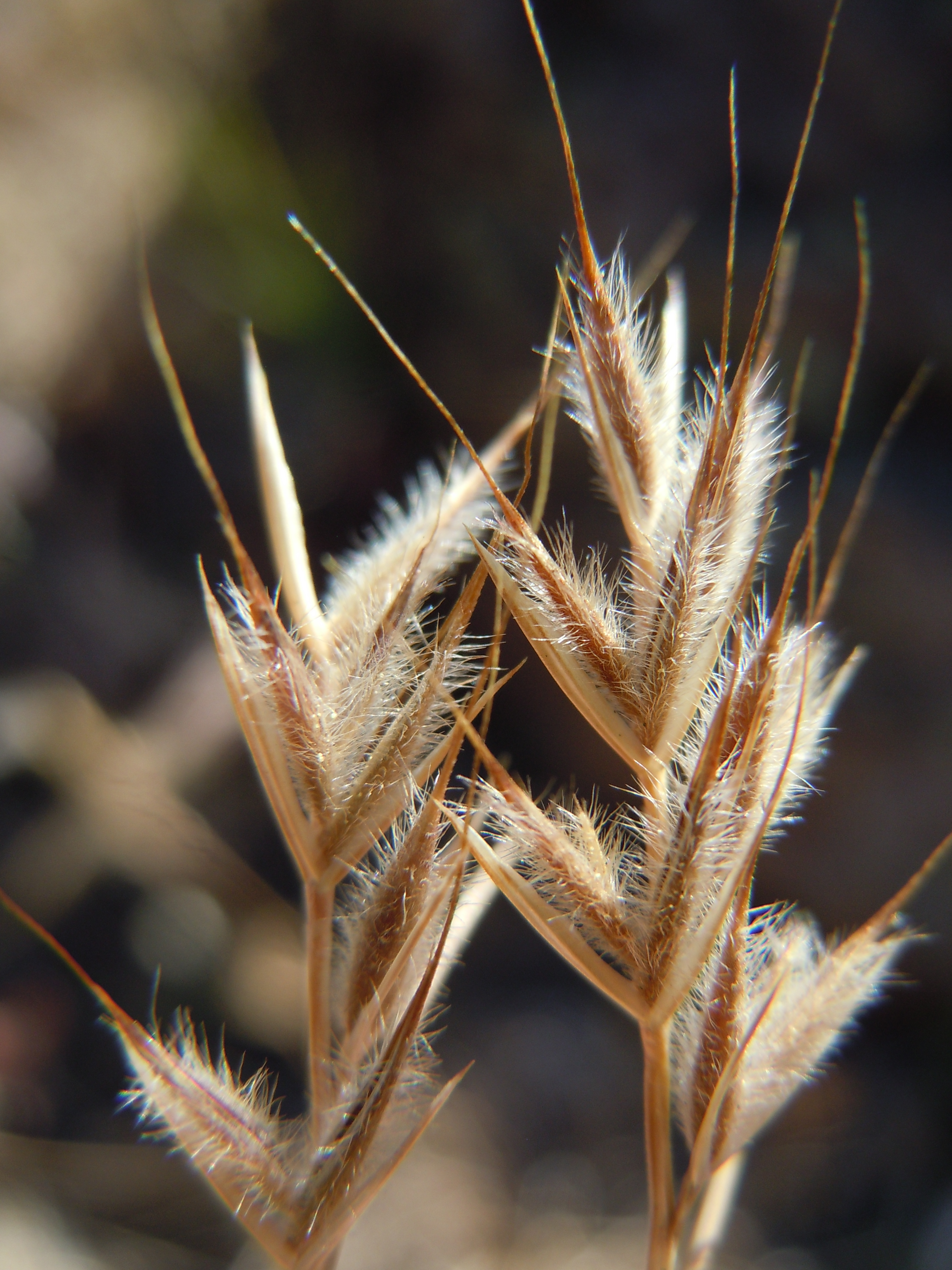
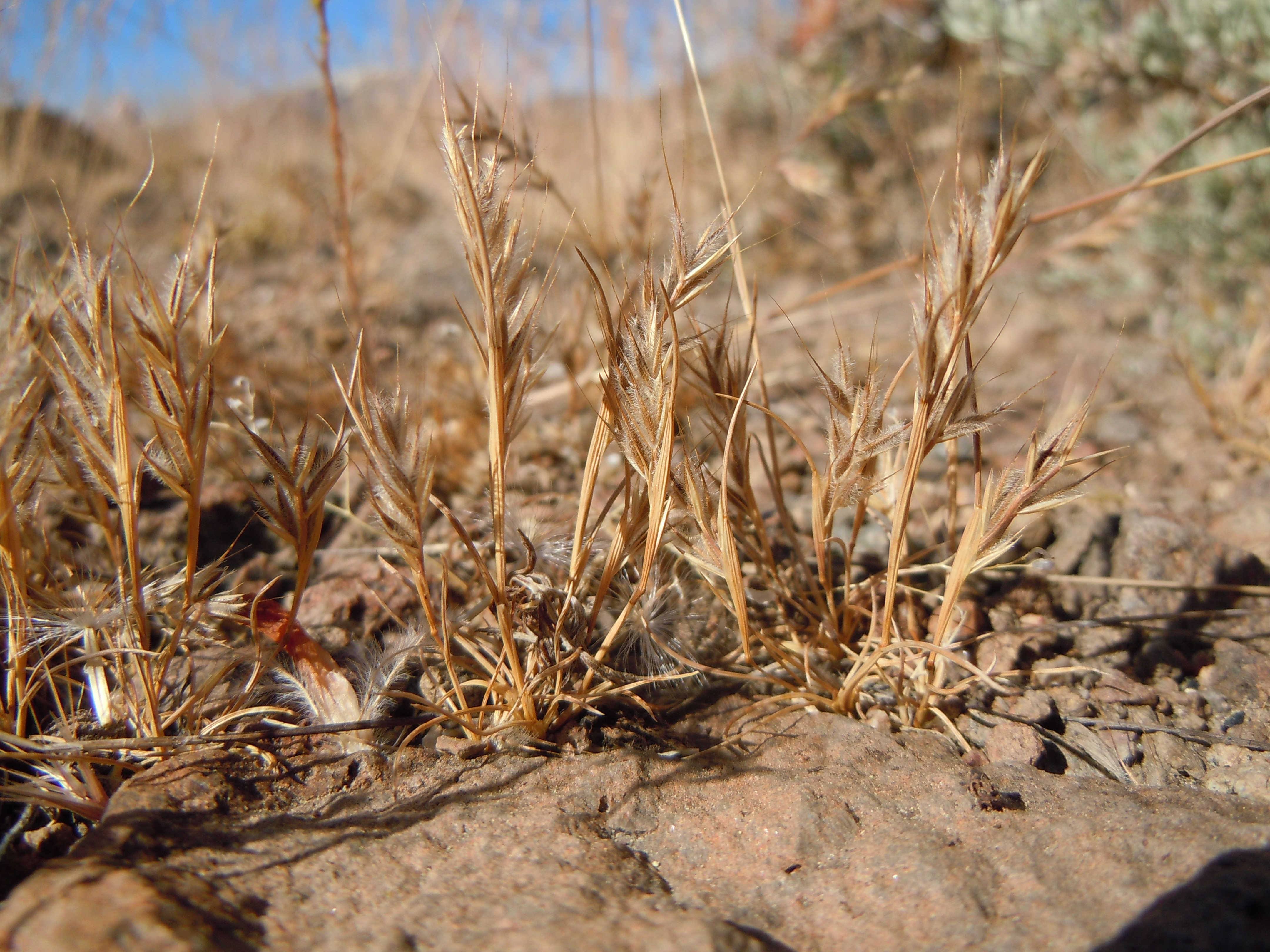